# Akbar Kurbanov
Akbar Kurbanov (2000) è un lottatore kazako, specializzato nella lotta libera.

## Palmarès
- Campionati asiatici

Ulaanbaatar 2022: bronzo nei 61 kg.